# Свети Дух (Сер)
Свети Дух (грч. Άγιο Πνεύμα, Агио Пневма) је насељено место у општини Емануил Ппапас у периферији Средишња Македонија, Грчка. Према попису из 2021. године био је 1.031 становник.
Према бугарском географу и историчару, Василу Канчову, у Светом Духу је 1900. године живело 1.120 Грка и 125 Турака. Године 1924. турско становништво је принудно исељено у Турску а на њихово место је насељен мали број досељеника. На попису из 1928. године Свети Дух је имао 2.296 становника, од чега је било 95 досељеника. Село се раније звало Везник.